# Silvio Borjas
Silvio Borjas (n. Asunción, Paraguay, 19 de abril de 1990) es un futbolista paraguayo nacionalizado mexicano. Juega de defensa central y su actual club es Sportivo Trinidense de la Segunda división de Paraguay.

## Trayectoria
Se inició en la escuela de fútbol Club Los Pibes de Barcequillo, San Lorenzo. Posteriormente fue a prueba a España, por una beca, estuvo en el Barcelona. Conoció a jugadores de otras culturas y las exigencias del fútbol europeo. En Israel estuvo seis meses en un club de Primera. Tenía apenas 17 años. Luego decidió volver a Paraguay, vino a Club Olimpia, donde jugó hasta la Sub-20, incluso estuvo en el plantel de primera, debutando en Primera en 2012 ante Libertad, en la primera rueda del Apertura. En 2013 llegó a Cruz Azul Hidalgo como Refuerzo, y tuvo Minutos en la Copa MX Clausura 2014 ante Rayados.
Disputó el Torneo Clausura 2016 con el Cruz Azul.

## Clubes
| Club                  |  | País     | Año         |
| --------------------- |  | -------- | ----------- |
| Independiente C.G.    |  | Paraguay | 2012        |
| Cruz Azul Hidalgo     |  | México   | 2013 - 2015 |
| Cruz Azul             |  | México   | 2016        |
| Deportivo Capiatá     |  | Paraguay | 2016 - 2017 |
| Técnico Universitario |  | Ecuador  | 2018 - 2019 |

Club Athletic
|
| Paraguay 
|2021 - 2022